# Paratrimma nigrimenta
Paratrimma nigrimenta é uma espécie de peixe da família Gobiidae e da ordem Perciformes.

## Habitat
É um peixe marítimo, de clima subtropical e demersal que vive entre 24-29 m de profundidade.

## Distribuição geográfica
É encontrado em: Arquipélago Juan Fernández (Chile).

## Observações
É inofensivo para os humanos.